# The Oriental Singapore

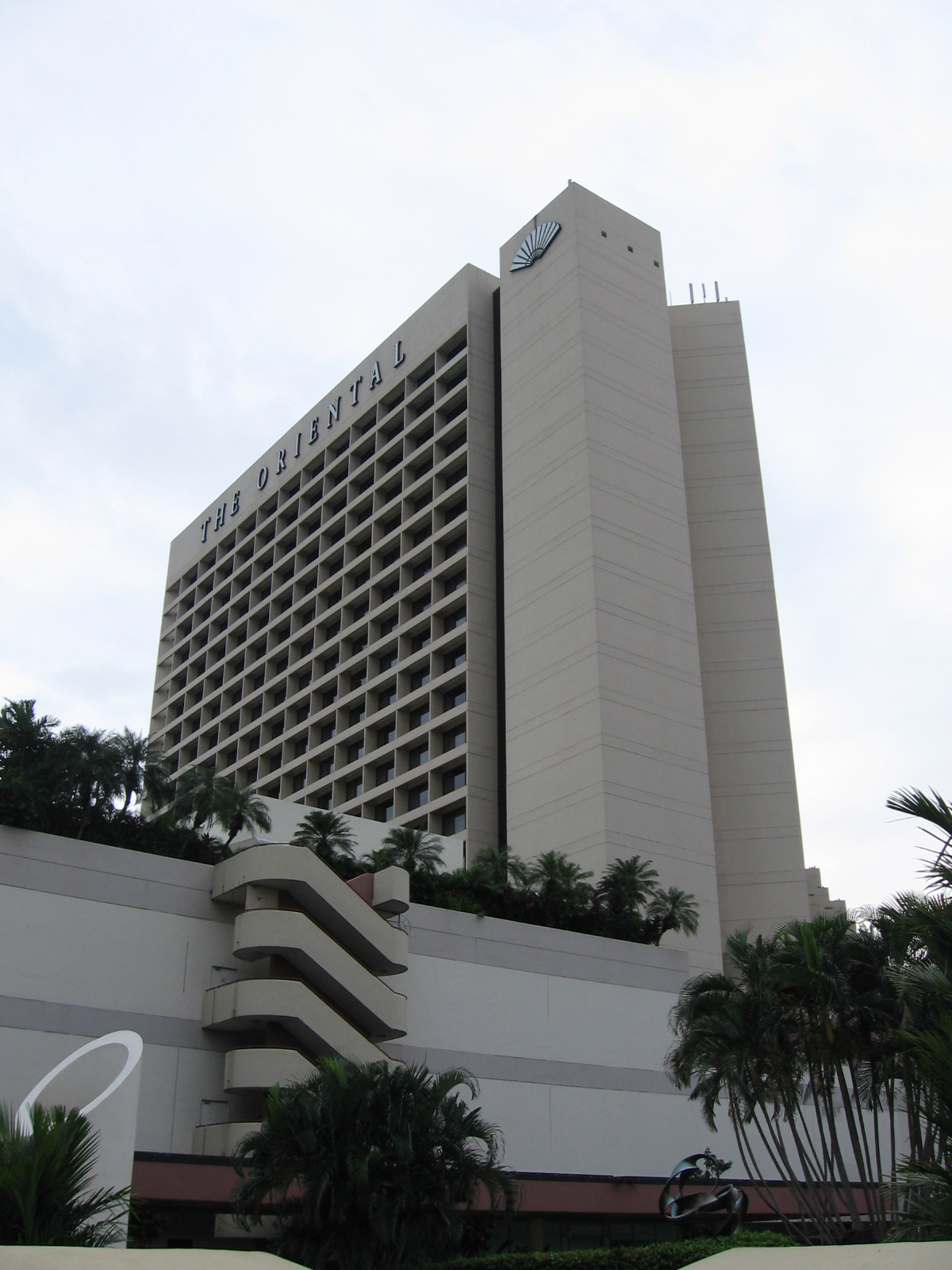
The Oriental Singapore im Dezember 2005.

The Oriental Singapore ist ein Fünf-Sterne-Hotel im Stadtstaat Singapur. Es hat 524 Zimmer, 3 Restaurants, einen Coffee Shop, Bars, eine Einkaufsarkade, einen Swimmingpool mit Kinderbecken, ein Whirlpool, eine Sauna, ein Fitnesscenter und ein Spa. Es liegt nahe der Marina Bay und dem Merlion Park, ca. 22 km zum Flughafen Singapur und ca. 6 km zum Geschäftszentrum.

## Geschichte
Der ursprüngliche Bau wurde entworfen von den Architekturbüros John Portman & Associates, Atlanta/USA, und DP Architects Pte Ltd., Singapur. Das Hotel wurde 1987 unter dem Namen The Oriental Singapore eröffnet.

## Umbau und Umbenennung
Zwischen August 2004 und März 2005 wurde der Bau grundlegend umgestaltet. Hierfür wurde der Hotelbetrieb vom August bis zum 30. November 2004 unterbrochen. Der Betrieb wurde am folgenden Tag teilweise wieder aufgenommen und ab März 2005 uneingeschränkt fortgeführt. Im Rahmen des Umbaus wurde das Hotel umfassend modernisiert und an den Zeitgeschmack angepasst. Das neue Design wurde von LTW Design Works ausgearbeitet, einem Unternehmen, das auch das zur gleichen Unternehmensgruppe gehörende The Oriental Bangkok überarbeitet hatte. Beide Häuser werden durch die Mandarin Oriental Hotel Group betrieben.
Am 25. September 2007 wurde das Haus in Mandarin Oriental umbenannt.

## Auszeichnungen
- 2007
  - Conde Nast Traveler: US Readers’ Choice Awards 2007: Nr. 24 der Top 75 Hotels in Asien
  - Travel + Leisure US: World Best Awards – T+L 500 (Januar 2007)
  - Conde Nast Traveler USA – Gold List 2007 (Januar 2007)
- 2006
  - Conde Nast Traveller: Readers’ Choice Awards 2006
  - Travel + Leisure US: World’s Best Awards 2006 (August 2006), Nr. 31 der Top 50 Hotels in Asien
- 2005
  - Conde Nast Traveller, UK: 2005 Readers’ Travel Awards (Oktober 2005),  Nr. 3 der „Overseas Business Hotels“